# Lista de prefeitos de Urupema
Esta é a lista de prefeitos do município de Urupema, estado brasileiro de Santa Catarina.
| N° | Prefeito                         | Partido | Início do mandato     | Fim do mandato         | Observações                              |
| -- | -------------------------------- | ------- | --------------------- | ---------------------- | ---------------------------------------- |
| 1  | Áureo Ramos de Souza             | PFL     | 1° de junho de 1989   | 31 de dezembro de 1992 | Prefeito eleito em sufrágio universal.   |
| 2  | Nélton Rogério de Souza          | PFL     | 1° de janeiro de 1993 | 31 de dezembro de 1996 | Prefeito eleito em sufrágio universal.   |
| 3  | Áureo Ramos de Souza             | PFL     | 1° de janeiro de 1997 | 31 de dezembro de 2000 | Prefeito eleito em sufrágio universal.   |
| 4  | Renato Pagani de Arruda          | PPB     | 1° de janeiro de 2001 | 31 de dezembro de 2004 | Prefeito eleito em sufrágio universal.   |
| 5  | Arlita Terezinha de Souza Pagani | PMDB    | 1° de janeiro de 2005 | 31 de dezembro de 2008 | Prefeita eleita em sufrágio universal.   |
| 6  | Amarildo Luiz Gaio               | PMDB    | 1° de janeiro de 2009 | 31 de dezembro de 2012 | Prefeito eleito em sufrágio universal.   |
| 6  | Amarildo Luiz Gaio               | PMDB    | 1° de janeiro de 2013 | 31 de dezembro de 2016 | Prefeito reeleito em sufrágio universal. |
| 7  | Evandro Frigo Pereira            | PP      | 1° de janeiro de 2017 | 31 de dezembro de 2020 | Prefeito eleito em sufrágio universal.   |
| 7  | Evandro Frigo Pereira            | PP      | 1° de janeiro de 2021 | 31 de dezembro de 2024 | Prefeito reeleito em sufrágio universal. |
| 8  | Cristiane Muniz                  | PL      | 1° de janeiro de 2025 | Atualidade             | Prefeita eleita em sufrágio universal.   |